# Chatan, Okinawa
Chatan (北谷町 Chatan-chō, tiếng Okinawa: Chatan) là một thị trấn thuộc huyện Nakagami, Okinawa, tỉnh Okinawa, Nhật Bản. Đến tháng 3 năm 2013, thị trấn có 28.299 dân và mật độ 2.077 người/km². Tổng diện tích của thị trấn là 13,62 kilômét vuông (5,26 dặm vuông Anh). 53,5% đất của thị trấn là căn cứ quân sự của Hoa Kỳ.